# Allan Harvey
Allan Harvey (Barnsley, 11 aprile 1942) è un ex calciatore inglese naturalizzato canadese, di ruolo difensore.

## Biografia
Nato in Inghilterra, si trasferì in Canada, ottenendone anche la nazionalità.

## Carriera

### Club
In patria ha militato, senza mai esordire in incontri ufficiali nel Leeds Utd e Lincoln City.
Nel maggio 1961 firma per i canadesi del Toronto City, club della neonata Eastern Canada Professional Soccer League. Con il City vince la stagione regolare 1961, fermandosi però in semifinale per la corsa al titolo.
Ritorna poi in patria, militando dapprima nel Barnsley e poi nel Gainsborough Trinity.
Dal 1962 la sua carriera agonistica si sposta definitivamente in America, dapprima nuovamente al City e poi al Toronto Roma, sempre nella ECPSL.
Dal 1964 al 1966 gioca con gli statunitensi dell'Hartford S.C., franchigia dell'American Soccer League, con cui vince il torneo nella stagione 1964-1965. Tornerà all'Hartford anche per la stagione 1966-1967.
Dopo esser ritornato al Toronto Inter-Roma, con cui vince la Eastern Canada Professional Soccer League 1966, ultimo campionato della ECPSL, nel 1968 passa ai Toronto Falcons con cui ottiene il terzo posto della Lakes Division della North American Soccer League 1968.
L'anno seguente viene ingaggiato dagli statunitensi del Rochester Lancers, con cui viene eliminato ai Northern Division playoff della ASL 1969.
Terminata l'esperienza con i Lancers, torna nella patria d'adozione per giocare con i Toronto Croatia, con cui, dopo aver vinto la stagione regolare, perde la finale play-off per il titolo 1970.

### Nazionale
Naturalizzato canadese, Harvey giocò quattro incontri con la nazionale di calcio del Canada nel 1968 per le qualificazioni al campionato mondiale del 1970.

## Statistiche

### Cronologia presenze e reti in Nazionale
| Cronologia completa delle presenze e delle reti in nazionale ― Canada | Cronologia completa delle presenze e delle reti in nazionale ― Canada | Cronologia completa delle presenze e delle reti in nazionale ― Canada | Cronologia completa delle presenze e delle reti in nazionale ― Canada | Cronologia completa delle presenze e delle reti in nazionale ― Canada | Cronologia completa delle presenze e delle reti in nazionale ― Canada | Cronologia completa delle presenze e delle reti in nazionale ― Canada | Cronologia completa delle presenze e delle reti in nazionale ― Canada |
| Data                                                                  | Città                                                                 | In casa                                                               | Risultato                                                             | Ospiti                                                                | Competizione                                                          | Reti                                                                  | Note                                                                  |
| --------------------------------------------------------------------- | --------------------------------------------------------------------- | --------------------------------------------------------------------- | --------------------------------------------------------------------- | --------------------------------------------------------------------- | --------------------------------------------------------------------- | --------------------------------------------------------------------- | --------------------------------------------------------------------- |
| 6-10-1968                                                             | Toronto                                                               | Canada                                                                | 4 – 0                                                                 | Bermuda                                                               | Qual. Mondiali 1970                                                   | -                                                                     |                                                                       |
| 17-10-1968                                                            | Toronto                                                               | Canada                                                                | 4 – 0                                                                 | Bermuda                                                               | Qual. Mondiali 1970                                                   | -                                                                     |                                                                       |
| 20-10-1968                                                            | Devonshire                                                            | Bermuda                                                               | 0 – 0                                                                 | Canada                                                                | Qual. Mondiali 1970                                                   | -                                                                     |                                                                       |
| 27-10-1968                                                            | Atlanta                                                               | Stati Uniti                                                           | 1 – 0                                                                 | Canada                                                                | Qual. Mondiali 1970                                                   | -                                                                     |                                                                       |
| Totale                                                                |                                                                       | Presenze                                                              | 4                                                                     |                                                                       | Reti                                                                  | 0                                                                     |                                                                       |

## Palmarès

### Competizioni nazionali
- American Soccer League: 1

Hartford S.C.: 1964-1965
- Eastern Canada Professional Soccer League: 1

Toronto Inter-Roma: 1966